# Putnam, Texas
Putnam là một thị trấn thuộc quận Callahan, tiểu bang Texas, Hoa Kỳ. Năm 2010, dân số của thị trấn này là 94 người.

## Dân số
- Dân số năm 2000: 88 người.
- Dân số năm 2010: 94 người.